# Liste der Straßen und Plätze in Flensburg/F
| Name                                     | Hintergrund | Koordinate                                                | Schild |
| ---------------------------------------- | --- | --------------------------------------------------------- | ------ |
| Fahrensodde Farnæsodde                   | Siehe Fahrensodde | Lage, Mürwik (PLZ 24944)                                  |        |
| Falkenberg Falkebjerget                  | Die Straße liegt im Gebiet Falkenberg (Flensburg). Sie hieß ursprünglich offenbar „Falkenberger Weg“. Im Flensburger Adressbuch von 1865 fand der „Falkenberger Weg“ erstmals Erwähnung. Am 5. März 1920 wurde dieser verkürzt in Falkenberg umbenannt. | Lage, Westliche Höhe (PLZ 24939)                          |        |
| Falkenstraße Falkegade                   | Benannt nach der Vogelart der Falken. Die angrenzenden Straßen sind ebenfalls nach Vogelarten benannt. (Die Straße liegt nicht im Falkenberger Gebiet.) | Lage, Nordstadt (PLZ 24939)                               |        |
| Fehrsstraße Fehrsgade                    | Benannt nach dem schleswig-holsteinischen Dichter Johann Hinrich Fehrs. In Flensburg wohnte Fehrs' Schwager. 1905 hielt Fehrs in Flensburg beim Plattdeutschen Verein einen öffentlichen Vortrag. | Lage, Friesischer Berg (PLZ 24937)                        |        |
| Feldstraße Markgade                      | Ein ehemaliger Feldweg. | Lage, Nordstadt (PLZ 24939)                               |        |
| Fichtestraße Fichtegade                  | Nicht nach der Pflanzengattung der Fichten benannt, sondern nach dem Erzieher und Philosophen Johann Gottlieb Fichte (1762–1814). 1927 erhielt die Fichtestraße offiziell ihren Namen. | Lage, Fruerlund/Mürwik (PLZ 24943)                        |        |
| Finisberg Finisbjerg                     | Der Name des Berges ist seit dem Ende des 18. Jahrhunderts bezeugt. Der Name Finisberg verweist auf den dortigen Venusberg. Im angrenzenden Volkspark befindet sich dort die große Wiese, von der man runter zur Flensburger Förde blicken kann und wo auch die Marineschule Mürwik („Rotes Schloss“) in der Ferne zu erkennen ist. | Lage, Mürwik (PLZ 24943)                                  |        |
| Finkenstraße Finkegade                   | Benannt nach der Vogelart der Finken. Die angrenzenden Straßen sind ebenfalls nach Vogelarten benannt. | Lage, Nordstadt (PLZ 24939)                               |        |
| Fischergasse Fiskergyde                  | Vgl. Achter de Möhl | Lage, Sandberg (PLZ 24937)                                |        |
| Fitisring                                | Straße die im Neubaugebiet von Tarup entsteht. Benannt nach der Vogelart Fitis. | Lage, Tarup (PLZ 24943)                                   |        |
| Flatzbygang Flatzbygangen                | Der Flatzbygang mit seinen Treppen wurde nach der Schiffsbauerfamilie Flatzeby, die seit dem 16. Jahrhundert bis ins 18. Jahrhundert in Flensburg wirkte, benannt. Die dortigen Treppen werden so auch „Flatzbygang-Treppen“ genannt. | Lage, Jürgensby (PLZ 24937)                               |        |
| Fliederbogen Syrenbuen                   | Benannt nach der Pflanzengattung der Flieder | Lage, Mürwik (PLZ 24944)                                  |        |
| Flugplatzweg Flyvepladsvej               | Straße am Flugplatz Flensburg-Schäferhaus, die zum Terminal und zu weiteren Gebäuden des Flugplatzes führt. | Lage, Friesischer Berg/Weiche (PLZ 24941)                 |        |
| Flurstraße Vanggade                      | Die Straße erhielt ihren Namen 1899 zeitgleich mit ihrer Bebauung, weil dort in die unbebaute Flur hinausgebaut wurde. | Lage, Westliche Höhe (PLZ 24939)                          |        |
| Fördeblick Fjordblik                     | Entsprechend benannt, weil von dem Bereich teilweise die Flensburger Förde zu erblicken ist. | Lage, Mürwik (PLZ 24944)                                  |        |
| * Fördebrücke Fjordbroen                 | Der Straße heißt streng genommen Schiffbrücke (Flensburg). Die namensgebende Anlegebrücke „Fördebrücke“ (Lage) dient, als Bestandteil des Flensburger Hafens, der Fördeschifffahrt. | Lage, Flensburger Innenstadt (PLZ 24939)                  |        |
| Fördepromenade                           | Promenade an der Flensburger Förde. Die gesamte Straße trug vor 2002 offenbar den Namen Stützpunktstraße. | Lage, Mürwik (PLZ 24944)                                  |        |
| Fördestraße Fjordgade                    | Straße, die nach der Flensburger Förde benannt ist. | Lage, Mürwik (PLZ 24944)                                  |        |
| * Fördewald-Wanderweg                    | Öffentlicher Weg beim Roten Schloss mit dem Marinelazarett Flensburg-Mürwik entlang. Er ermöglicht einen Blick ins untere Osbektal. Der Fuß- und Fahrradweg beginnt an der Fördestraße und endet am Rande von Sonwik. Der Weg wurde Ende 2011 für die Öffentlichkeit freigegeben. Zuvor lag der besagte Bereich im Sperrbezirk des Stützpunktes Flensburg-Mürwik. Der Weg erhielt im selben Jahr den offiziellen Namen „Im Osbekgrund“, der jedoch offenbar nur wenigen bekannt wurde. Der Name „Fördewald-Wanderweg“ ist auf Handzetteln mit Karten, die von der Marineschule Mürwik verteilt wurden (beispielsweise am Tag der Bundeswehr am 13. Juni 2015 oder am Tag der offenen Tür am 13. September 2015) zu finden (am Rande der Ziegeleistraße befindet sich der Sonwiker Fördewald). | Lage, Mürwik                                              |        |
| Försterstieg Skovfogedstien              | Die Straße erhielt ihren Namen im Jahr 1957. Die Straße führt zum Mückenwald. | Lage, Weiche (PLZ 24941)                                  |        |
| Forstweg                                 | Die Straße erhielt ihren Namen im Jahr 1922. Die Straße führt in Richtung des Försterstieges, unweit des Mückenwaldes. | Lage, Weiche (PLZ 24941)                                  |        |
| Franz-Liszt-Hof Franz Liszts Gård        | Benannt am 9. Oktober 1969 nach dem österreichisch-ungarischen Komponisten, Pianisten, Dirigenten, Theaterleiter, Musiklehrer und Schriftsteller Franz Liszt (1811–1886). Die Straße liegt im westlichen Bereich des Stadtteils Engelsby. Da viele der dortigen Straßen Namen bekannter Komponisten tragen, wird dieser Bereich auch Musikerviertel genannt. | Lage, Engelsby (PLZ 24943)                                |        |
| Franz-Schubert-Hof Frany Schuberts Gård  | Benannt am 5. April 1961 nach dem österreichischen Komponisten Franz Schubert (1797–1828). Die Straße liegt im westlichen Bereich des Stadtteils Engelsby. Da viele der dortigen Straßen Namen bekannter Komponisten tragen, wird dieser Bereich auch Musikerviertel genannt. | Lage, Engelsby (PLZ 24943)                                |        |
| Freyastraße Frejagade                    | Benannt nach Freya, eine germanische Göttin. Ähnlich benannte, benachbarte Straßen heißen Sigurdstraße und Wotanweg. | Lage, Nordstadt (PLZ 24939)                               |        |
| Friedagang Fridagang                     | Der Friedagang, der zur Friedastraße führte, erhielt 1957 offiziell seinen Namen. (Hinsichtlich des weiteren Hintergrundes siehe Friedastraße.) Der Friedagang wird zwar heute noch in den aktuellen Straßenlisten gerne genannt, existiert aber offensichtlich als ein wirklicher Gang (im Sinne eines Weges) seit 1977 nicht mehr (vermutliche, ursprüngliche Lage). Der Name des Friedaganges wurde jedoch offenbar mittlerweile auf den im Bereich befindlichen Spielplatz übertragen. Seit wann dieser „Spielplatz Friedagang“ schon existiert ist unklar. | Lage, Jürgensby (PLZ 24937)                               |        |
| Friedastraße Fridagade                   | Die Friedastraße ist eine ehemalige Privatstraße, welche der Kaufmanns Hermann Aldag, der 1890 die unweit gelegene Lautrupsmühle gekauft hatte, anlegte. Er benannte die Straße 1891 nach seiner Frau Frida. | Lage, Jürgensby (PLZ 24937)                               |        |
| Friedatreppe Fridatrappen                | Die Friedatreppe, die von der „Friedastraße“ (siehe für weiteres dort) in Richtung Lautrupsmühle führt, erhielt 1957 offiziell ihren Namen. | Lage, Jürgensby (PLZ 24937)                               |        |
| Friedensweg Fredsvej                     | Vgl. Friedenshügel (Stadtbezirk) | Lage, Friesischer Berg (PLZ 24941)                        |        |
| Friedheim                                | Straße im Stadtbezirk Friedheim (Flensburg). Die Straße Friedheim erhielt ihren Namen am 23. August 1919. Sie wird offenbar auch, wohl um die Verwechslung zum gleichnamigen Stadtbezirk zu vermeiden, „Friedheimstraße“ genannt. | Lage, Mürwik (PLZ 24944)                                  |        |
| Friedheimer Platz Friedheim Plads        | Spielplatz im Stadtbezirk Friedheim. Der Friedheimer Platz entstand 1961 zeitgleich mit dem Twedter Plack, am anderen Ende der Straße Friedheim. | Lage, Mürwik (PLZ 24944)                                  |        |
| Friedhofstraße Kirkegårdsvej             | Straße am Mühlenfriedhof | Lage, Westliche Höhe (PLZ 24937)                          |        |
| Friedrich-Ebert-Straße Fr. Eberts Gade   | Benannt nach Friedrich Ebert (1871–1925), ehemaliger Vorsitzender der Sozialdemokratischen Partei Deutschlands und von 1919 bis zu seinem Tode erster Reichspräsident der Weimarer Republik. Am 7. September 1922 besuchte er die Stadt. Die Straße vervollständigt seit der Mitte des 20. Jahrhunderts den Verlauf der B 199. | Lage, Flensburger Innenstadt (PLZ 24937)                  |        |
| Friedrichshöh Frederikshøj               | Benannt nach Friedrich VII. (1808–1863), der sich mehrfach in Flensburg aufhielt. | Lage, Nordstadt (PLZ 24939)                               |        |
| Friedrichstal Frederiksdal               | Nach der Nähe zur Friedrichshöh benannt. | Lage, Nordstadt (PLZ 24939)                               |        |
| Friedrichstraße Frederiksgade            | Benannt nach Friedrich III. (1831–1888), der 99 Tage lang Deutscher Kaiser und König von Preußen war. | Lage, Friesischer Berg (PLZ 24937)                        |        |
| Friesentreppe Frisertrappen              | Treppe auf dem Friesischen Berg, benannt nach dem Volk der Friesen. | Lage, Friesischer Berg (PLZ 24937)                        |        |
| Frieshaken                               | Die Straße erhielt 1992 offiziell ihren Namen, der sich aus den Wörtern „Fries“ und „Haken“ zusammensetzt. Die „hakenförmige“ Straße wurde in Bezug zu einem alten Flurnamen der Gegend benannt. Bei Twedt soll sich, gemäß Überlieferungen vom Ende des 18. Jahrhunderts, ein Fluss befunden haben, der Friesbeck hieß. | Lage, Mürwik (PLZ 24944)                                  |        |
| Friesische Lücke Friserløkken            | Lücke auf dem Friesischen Berg, benannt nach dem Volk der Friesen. (Lücke bedeutet Koppel, oder allgemeiner definiert: „eingefriedetes Flurstück“.) | Lage, Friesischer Berg (PLZ 24937)                        |        |
| Friesische Straße Frisergade             | Siehe Friesische Straße | Lage, Flensburger Innenstadt/Friesischer Berg (PLZ 24937) |        |
| Fritz-Graef-Weg Fritz Graefs Vej         | Benannt nach dem Gymnasiallehrer und Stadtarchivar Friedrich Graef (1860–1936). | Lage, Westliche Höhe (PLZ 24939)                          |        |
| Fritz-Reuter-Weg Fritz Reuters Vej       | Benannt nach dem niederdeutschen Sprache Dichter und Schriftsteller Fritz Reuter (1810–1874). | Lage, Westliche Höhe (PLZ 24939)                          |        |
| Fritz-Wempner-Platz Fritz Wempners Plads | Der Platz wurde 2006 nach dem Flensburger Fritz Wempner (1910–1994), ein Schauspieler und Bühnenautor der niederdeutschen Sprache, benannt. | Lage, Friesischer Berg (PLZ 24937)                        |        |
| Frösleer Hof Frøslevgård                 | Benannt nach dem heute dänischen Ort Frøslev (deutsch: Fröslee). Die besagte Sackgasse liegt am Frösleeweg. | Lage, Nordstadt (PLZ 24939)                               |        |
| Frösleeweg Frøslevvej                    | Benannt nach dem heute dänischen Ort Frøslev (deutsch: Fröslee). Die Straße führt in die Richtung des besagten Ortes. | Lage, Nordstadt (PLZ 24939)                               |        |
| Fruerlunder Bogen                        | Siehe Fruerlund (Die Straße liegt bei Fruerlundhof.) | Lage, Fruerlund (PLZ 24943)                               |        |
| Fruerlunder Straße Fruerlundgade         | Die Bebauung im nördlichen Teil der Straße entstand offenbar in der Zeit zwischen 1902 und 1910. Die Fruerlunder Straße hieß früher Mürwiker Straße. Die heutige Mürwiker Straße hieß wiederum Kaiser-Wilhelm-Straße, welche nach dem Zweiten Weltkrieg nach Aufforderung des Alliierten Kontrollrates in Mürwiker Straße umbenannt wurde. Siehe dort. Die „alte“ Mürwiker Straße wurde daher zeitgleich auf den Namen Fruerlunder Straße umbenannt. Vgl. für Weiteres Fruerlund | Lage, Fruerlund/Mürwik (PLZ 24943)                        |        |
| Fruerlundhof Fruerlundgård               | Die Straße im Bereich von Fruerlundhof führt nach Alt-Fruerlundhof. | Lage, Fruerlund (PLZ 24943)                               |        |
| Fruerlundholz Fruerlundskov              | Die ehemalige Dorfstraße von Fruerlundholz. | Lage, Fruerlund (PLZ 24943)                               |        |
| Fruerlundlücke Fruerlund Løkke           | Lücke bedeutet Koppel oder allgemeiner definiert: „eingefriedetes Flurstück“. Siehe für Weiteres: Fruerlund. | Lage, Fruerlund (PLZ 24943)                               |        |
| Fruerlundmühle Fruerlund Mølle           | Erinnert an die ehemalige Fruerlunder Mühle. Siehe Fruerlundmühle. | Lage, Fruerlund/Jürgensby (PLZ 24943)                     |        |
| Fuchskuhle Rævekulen                     | Wurde nach der Tierart Fuchs benannt, da dort viele Füchse zu finden waren. | Lage, Südstadt (PLZ 24941)                                |        |
| Futtersteig                              | Die abzweigenden Straßen westlich und südlich der Ebenezer-Howard-Allee wurden gemäß der Benennung mit dem Weiden oder Treiben von Vieh in Zusammenhang gebracht. Der Straßenname setzt sich aus den Begriffen Futter und Stieg zusammen. | Lage, Weiche (PLZ 24941)                                  |        |

Fußnoten
1. ↑  Dieter Pust: Flensburger Straßennamen. Gesellschaft für Flensburger Stadtgeschichte, Flensburg 2005, ISBN 3-925856-50-1, Artikel: Falkenberg
2. ↑  Dieter Pust: Flensburger Straßennamen. Gesellschaft für Flensburger Stadtgeschichte, Flensburg 2005, ISBN 3-925856-50-1, Artikel: Fehrsstraße
3. ↑  Dieter Pust: Flensburger Straßennamen. Gesellschaft für Flensburger Stadtgeschichte, Flensburg 2005, ISBN 3-925856-50-1, Artikel: Flatzebygang
4. ↑  Gesellschaft für Flensburger Stadtgeschichte (Hrsg.): Flensburg in Geschichte und Gegenwart. Flensburg 1972, Seite 437
5. ↑  Straßenverzeichnis der Stadt Flensburg (Stand September 2019)
6. ↑  Dieter Pust: Flensburger Straßennamen. Gesellschaft für Flensburger Stadtgeschichte, Flensburg 2005, ISBN 3-925856-50-1, Artikel: Flurstraße
7. ↑  Gesellschaft für Flensburger Stadtgeschichte (Hrsg.): Flensburg in Geschichte und Gegenwart. Flensburg 1972, Seite 437
8. ↑  Lutz Wilde: Denkmaltopographie Bundesrepublik Deutschland, Kulturdenkmale in Schleswig-Holstein. Band 2, Flensburg, Seite 550
9. ↑  Flensburger Tageblatt: Einweihung in Sonwik: Flensburg noch attraktiver: Neuer Weg an der Osbek, vom: 25. August 2011; abgerufen am: 7. November 2015
10. ↑  Auf aktuellen Stadtkarten (Stand 2019) und Straßenlisten ist der Straßenname nicht verzeichnet.
11. ↑  Dieter Pust: Flensburger Straßennamen. Gesellschaft für Flensburger Stadtgeschichte, Flensburg 2005, ISBN 3-925856-50-1, Artikel: Försterstieg
12. ↑  Dieter Pust: Flensburger Straßennamen. Gesellschaft für Flensburger Stadtgeschichte, Flensburg 2005, ISBN 3-925856-50-1, Artikel: Forstweg
13. ↑  Flensburg, Stadtteil — Engelsby (Memento vom 18. November 2010 im Internet Archive); abgerufen am 18. Februar 2015
14. ↑  Flensburg, Stadtteil — Engelsby (Memento vom 18. November 2010 im Internet Archive); abgerufen am 18. Februar 2015
15. ↑  Flensburger Tageblatt: Wo die Straßen wie Götter heißen, vom: 2. Juli 2011, abgerufen am: 18. Februar 2015
16. ↑  Dieter Pust: Flensburger Straßennamen. Gesellschaft für Flensburger Stadtgeschichte, Flensburg 2005, ISBN 3-925856-50-1, Artikel: Friedastraße
17. ↑  25. Sondersitzung der Ratsversammlung vom 03.Januar 1977, Nr. 13: Einziehung einer Teilstrecke von Rund 13 Meter Fußweges Friedagang - Verbindungsweg Friedastraße und Jürgensstraße, abgerufen am: 23. Oktober 2019
18. ↑  Gokkel. Spielplatz: Friedagang, Friedastraße, 24943 Flensburg
19. ↑  Dieter Pust: Flensburger Straßennamen. Gesellschaft für Flensburger Stadtgeschichte, Flensburg 2005, ISBN 3-925856-50-1, Artikel: Friedastraße
20. ↑  Dieter Pust: Flensburger Straßennamen. Gesellschaft für Flensburger Stadtgeschichte, Flensburg 2005, ISBN 3-925856-50-1, Artikel: Friedastraße
21. ↑  Verhandlungsprotokolle der Flensburger Ratsversammlung, Magistrat, Ältestenrat, Hauptausschuss, Lauf. Nummer: 00001, dort: Bebauungsplan Nr. 69 für das Gebiet Westerallee/Moltkestraße/Wrangelstraße/Mühlenstraße/Friedheimstraße (Einleitungsbeschluß und Zustimmung zum Plan), von 1969; abgerufen am: 1. Dezember 2017
22. ↑  Spielplatz Friedheimer Platz, abgerufen am: 2. März 2015
23. ↑  Lutz Wilde: Denkmaltopographie Bundesrepublik Deutschland, Kulturdenkmale in Schleswig-Holstein. Band 2, Flensburg, Seite 526
24. ↑  Gesellschaft für Flensburger Stadtgeschichte (Hrsg.): Flensburg in Geschichte und Gegenwart. Flensburg 1972, Seite 407
25. ↑  Dieter Pust: Flensburger Straßennamen. Gesellschaft für Flensburger Stadtgeschichte, Flensburg 2005, ISBN 3-925856-50-1, Artikel: Friesbeck
26. ↑  Flensburger Tageblatt: Fritz Wempner: Das lachende Herz der NDB, vom: 11. November 2010, abgerufen am: 19. Februar 2015
27. ↑  Lutz Wilde: Denkmaltopographie Bundesrepublik Deutschland, Kulturdenkmale in Schleswig-Holstein. Band 2, Flensburg, S. 528 ff.
28. ↑  Flensburger Tageblatt: Blick auf die Jahresringe der wachsenden Stadt, vom 11. August 2012; abgerufen am: 26. Februar 2015
29. ↑  Flensburger Tageblatt: 100 Jahre Eingemeindung: Der graue Esel und des Kaisers Piste, vom: 6. Mai 2010; abgerufen am: 4. März 2015
30. ↑  Aktuelle, offizielle Karte mit den Stadtteilen und ihre Straßen
31. ↑  Lutz Wilde: Denkmaltopographie Bundesrepublik Deutschland, Kulturdenkmale in Schleswig-Holstein. Band 2, Flensburg, Seite 530